# Liste amtlicher Lawinenwarndienste
Die Liste amtlicher Lawinenwarndienste ist eine Aufstellung von amtlichen Lawinenwarndiensten. Daran beteiligt sind nationale Schneeforschungsinstitute, spezielle Lawinenmonitoring-Behörden, der meteorologische Dienst oder Institutionen wie die Bergrettung. Dienste der Länder und Regionen sind im Allgemeinen nicht hier angegeben, sondern beim nationalen Verbund.

## Liste der internationalen Dienste
| Land               | Name (Dienst/Org.)                                                | Abk./www               | Region                                                                | gegründet | Sitz                        | Anmerkung | Web   |
| ------------------ | ----------------------------------------------------------------- | ---------------------- | --------------------------------------------------------------------- | --------- | --------------------------- | --- | ----- |
| Kanada             | Canadian Avalanche Centre / Association canadienne des avalanches | CAC/ACA / avalanche.ca | Kanadische Rockies, Coast Mountains                                   | 2004      | Revelstoke (BC)             | Nationaler Lawinendienst | en    |
| Kanada             | Centre d’avalanche de la Haute-Gaspésie / Quebec Avalanche Centre |                        | Monts Notre-Dame                                                      | 2006      | Sainte-Anne- des-Monts (QC) | Non-profit organization (Organisme sans but lucratif) unter Aufsicht der Provinz Québec | fr/en |
| Neuseeland         | New Zealand Avalanche Centre (Backcountry Avalanche Advisory)     |                        | Neuseeländische Alpen, Central Volcanic Plateau / Tongariro, Taranaki |           | Wellington                  | Teil des New Zealand Mountain Safety Council (MSC) | en    |
| Vereinigte Staaten | American Avalanche Association                                    | AAA / avalanche.org    | Amerikanische Rockies, Utah, Cascades, Sierra Nevada                  |           | Salt Lake City (UT)         | Portal und Verbund der amtlichen und nichtamtlichen Avalanche Centers (agencies, non-agencies), ehem. Westwide Avalanche Network; Webmastering am Forest Service Utah Avalanche Center (UAC) | en    |

## Wichtige andere Dienste
- Argentinien: Club Andino Bariloche (CAB), Comisión de Auxilio del Club Andino Bariloche (CAX) gegr. 1934, San Carlos de Bariloche; zentrale Cordillera de la Costa O es
- Italien: Servizio Valanghe Italiano (SVI), gegr. 1966 (Mailand), Organo Tecnico Centrale des Club Alpino Italiano (CAI), it, Bollettini valanghe Italia, übersetzt auch ausländische Berichte
- Schweden snörraporten der SLAO, Portal der Schigebiete Schwedens, sv
- Vereinigte Staaten: National Snow and Ice Data Center (NSIDC), 1976, Boulder CO; heute Teil des Cooperative Institute for Research in Environmental Sciences (CIRES) der University of Colorado,[5] Datenbank der Schneeforschung National Snow and Ice Data Center Distributed Active Archive Center (DAAC) in Kooperation mit NOAA und NASA, en
- CyberSpace Avalanche Center (CSAC)/avalanche-center.org, privat, gegr. 1994, weltweit verlinkte Lawinenbulletins en